# Nuillé-sur-Vicoin
Nuillé-sur-Vicoin é uma comuna francesa na região administrativa da Pays de la Loire, no departamento de Mayenne. Estende-se por uma área de 23,59 km², com 1 050 habitantes, segundo os censos de 1999 (densidade: 44,5 hab./km²).

## Geminação
- Mittelneufnach,  Alemanha, desde 1994